# A Dnyeszter Menti Köztársaság címere

A Dnyeszter Menti Köztársaság címere

A Dnyeszter Menti Köztársaság címere lényegében a korábbi Moldáv Szovjet Szocialista Köztársaság címerének újratervezett változata. Az egyetlen jelentős változást a hullámok bekerülése jelenti, ami a Dnyeszter folyót jelképezi. Ezen kívül a vörös szalagon található felirat is megváltozott. A Moldáv SZSZK címerén РССМ (RSZSZM – Republica Sovietică Socialistă Moldovenească, Moldáv Szovjet Szocialista Köztársaság), illetve a nemzetközi munkásmozgalom jelmondata: "Világ proletárjai, egyesüljetek!" került fel. Ezzel szemben a Dnyeszter Menti Köztársaság címerén a Dnyeszter-menti Moldáv Köztársaság felirat került feltüntetésre orosz, moldáv cirill és ukrán nyelven. Moldáv cirill nyelven: "Република Молдовеняскэ Нистрянэ" ("Republica Moldoveneascǎ Nistreanǎ"); oroszul: "Приднестровская Молдавская Республика" ("Pridnyesztrovszkaja Moldavszkaja Reszpublika"); ukránul: "Придністровська Молдавська Республіка" ("Pridnyisztrovszka Moldavszka Reszpublika"). 
A címer Központi eleme a  a felkelő nap, a sarló és kalapács, illetve a kommunizmus szimbólumának számító vörös csillag, amit a "szocialista heraldikának" megfelelően vörös színű szalaggal befont búzával és kukoricával és szőlővel jelképezett koszorú ölel körbe. A címeren található sarló és kalapács szimbólum ellenére a Dnyeszter Menti Köztársaság nem szocialista állam.

## Galéria

A Moldáv Szovjet Szocialista Köztársaság címere (1940–1941)
A Moldáv Szovjet Szocialista Köztársaság címere (1941–1957)
A Moldáv Szovjet Szocialista Köztársaság címere (1957–1981)
A Moldáv Szovjet Szocialista Köztársaság címere (1981–1990)